# Dal Shabet
Dal Shabet (달샤벳, stilisiert  Dal★Shabet oder Dalshabet) ist eine südkoreanische Girlgroup der zweiten K-Pop-Generation, die 2011 gegründet wurde. Hinter Dal Shabet steht das Produzentenduo E-Tribe. Die vier-, ehemals sechsköpfige Gruppe steht bei Happy Face Entertainment unter Vertrag.

## Geschichte
2010 wurde bekannt, dass das Produzentenduo E-Tribe mit ihrem kleinen Label Happy Face Entertainment an der Gründung einer Girlgroup arbeiten. E-Tribe produzierten zuvor Girls’ Generations Gee und Lee Hyoris U-Go-Girl.
Das erste Musikvideo der neugegründeten Gruppe erschien Anfang Januar 2011 mit dem Titel Supa Dupa Diva, wie auch die erste EP betitelt wurde. Es folgten im April und August die EPs Pink Rocket und Bling Bling. 2012 konnten sie mit Hit U einen Nummer-eins-Hit erzielen. Am 6. Juni 2012 erschien ihr Debütalbum Bang Bang, das auf Platz 7 der Gaon Charts gelangte. Ebenfalls 2012 erschien die EP Have, Don't Have, gefolgt von Be Ambitious (2013) und im Januar 2014 erschien die EP B.B.B.
Die Gruppe gewann mehrere Preise, darunter den Soompi Gayo Award als Top New Artists of 2011 und den Allkpop Award als Rising Star 2012.
Von Oktober 2017 bis Februar 2018 nahm Woohee an der Castingshow „The Unit: Idol Rebooting Project“ teil. Sie schaffte es bis ins Finale und wurde Mitglied der temporären Girlgroup Uni.T.

## Mitglieder
| Name                 | Geburtsname           | Geburtstag (Alter)      | Geburtsort | Position                                     |
| -------------------- | --------------------- | ----------------------- | ---------- | -------------------------------------------- |
| Serri 세리           | Park Mi-yeon 박미연   | 16. September 1990 (34) | Seoul      | Team leader Lead Vocal, Lead Dance, Main Rap |
| Ayoung 아영          | Cho Ja-young 조자영   | 26. Mai 1991 (33)       | Seoul      | Vocal, Lead Rap                              |
| Jiyul 지율           | Yang Jung-yoon 양정윤 | 30. Juli 1991 (33)      | Seoul      | Vocal, Lead Dance                            |
| Woohee 우희          | Bae Woo-hee 배우희    | 21. November 1991 (33)  | Seoul      | Lead Vocal, Main Dance                       |
| Kaeun 가은           | Cho Ka-eun 조가은     | 28. Juli 1992 (32)      | Changwon   | Vocal, Main Rap                              |
| Subin 수빈           | Park Su-bin 박수빈    | 12. Februar 1994 (31)   | Gwangju    | Main Vocal                                   |
| Ehemalige Mitglieder |                       |                         |            |                                              |
| Viki 비키            | Gang Eun-hye a 강은혜 | 28. März 1988 (36)      | Seoul      | Vocal, Main Dance, Main Rap                  |

## Diskografie

### Studioalben
- 2012: Bang Bang

### EPs
- 2011: Supa Dupa Diva
- 2011: Pink Rocket
- 2011: Bling Bling
- 2012: Hit U
- 2012: Have, Don't Have
- 2013: Be Ambitious
- 2014: B.B.B
- 2015: Joker
- 2016: Someone Like U
- 2017: Fri. Sat. Sun.